# كريستوفر إشيروود
كريستوفر إشيروود (بالإنجليزية: Christopher Isherwood) (مواليد 26 أغسطس 1904 في تشيشير - 4 يناير 1986)، كان روائي وكاتب قصص قصيرة إنجليزي.

## بداية حياته وعمله
ولد كريستوفر إشيروود عام 1904 في منزل عائلته في شيشاير بالقرب من مانشستر في شمال إنجلترا. كان الابن الأكبر لفرانسيس إدوارد برادشو إشيروود (1869–1915) المعروف باسم فرانك وكاثلين برادشو إشيروود واسمها قبل الزواج ني ماشيل سميث (1868–1960). كان والده جندي محترف في فوج يورك ولانكستر، وكانت والدته الابنة الوحيدة لتاجر نبيذ ناجح. كريستوفر حفيد جون هنري إشيروود مالك ساحة ماربل وساحة وايبرسليغ في شيشاير، ومن أسلافه أيضًا القاضي البروتستانتي جون برادشو الذي وقع على مذكرة وفاة الملك تشارلز الأول. تلقى فرانك والد كريستوفر تعليمه في جامعة كامبريدج وأكاديمية ساندهيرست العسكرية، وحارب في حرب البوير وقُتِل في الحرب العالمية الأولى. كانت والدته كاثلين حفيدة عائلة غرين كينغ الغنية من جهة والدتها، وكان إشيروود ابن عم الروائي غراهام غرين. قام فرانك وكاثلين بتعميد ابنهما الأول كريستوفر ويليام برادشو إشيروود، وهو ما ساعد إشيروود ليصبح مواطنًا أمريكيًا في عام 1946.

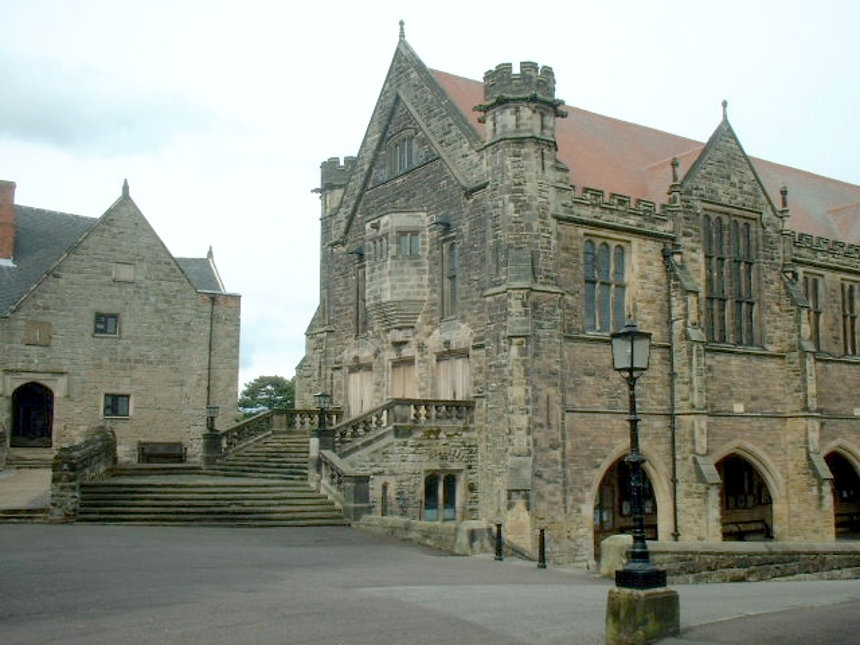
مدرسة ريبتون

في مدرسة ريبتون الداخلية في ديربيشاير، التقى إشيروود بصديقه الدائم إدوارد أبوارد، الذي اخترع معه قرية إنجليزية خيالية أطلقوا عليها اسم «مورتمير» أسكنوا فيها أشخاصًا غريبي الأطوار ومجانين. كتبوا قصصًا مخيفة وسريالية عن مورتمير للترفيه عن بعضهم البعض، وهي ما جعلها إشيروود أسطورة في سيرته الذاتية الأولى بعنوان «الأسود والظلال» (1938). التحق إشيروود بكلية كوربوس كريستي في كامبريدج كطالب للتاريخ، حيث كتب النكات وأغاني القصائد الفكاهية في امتحان درجة الشرف لسنته الثانية في كامبريدج وطُلب منه المغادرة دون شهادة في عام 1925. 
في عيد الميلاد عام 1925، أعيد تقديمه إلى صديق المدرسة الإعدادية، دبليو إتش أودين. بدأ أودين في إرسال قصائده إلى إشيروود. أثرت انتقادات إشيروود الحماسية والقاسية إلى حد كبير على أعمال أودن المنشورة الأولى. من خلال أودن، التقى إشيروود بالشاعر الأصغر سنًا ستيفن سبيندر الذي طبع أول مجموعة شعرية لأودن بعنوان «قصائد» عام 1928. اختير أبوارد وإشيروود وأودن وسبيندر على أنهم المجموعة الأدبية الجديدة الأكثر تأثيرًا في إنجلترا في ثلاثينيات القرن العشرين. ضمّ أودن الروائي إشيروود إلى ما أصبح يُعرف باسم مجموعة أودين أو جيل أودن. أخذ أودن وسبيندر مع سيسيل داي لويس ولويس ماك نايس لاحقًا اسم شعراء ماك سباوندي الذي لُقِّب به إشيروود أيضًا.
بعد مغادرته كامبريدج، عمل إشيروود كمدرس خاص، وعمل بعد ذلك ككاتب لفرقة موسيقية (رباعية وترية) بقيادة عازف الكمان البلجيكي أندريه مانجيوت ريثما أكمل روايته الأولى. حملت هذه الرواية عنوان «جميع المتآمرين»، ونُشِرَت في عام 1928. تحدثت الرواية حول النضال لتقرير المصير بين الأطفال وآبائهم. في أكتوبر 1928، التحق إشيروود كطالب طب في كلية كينجز لندن، لكنه تركها بعد ستة أشهر.
في مارس 1929، انضم إشيروود إلى أودن في برلين حيث أمضى هناك عامًا بعد التخرج. غيّرت الزيارة التي استغرقت عشرة أيام حياة إشيروود، حيث بدأ حياته كمثلي الجنس. بدأ هناك علاقة غرامية مع صبي ألماني التقى به في حانة تُسمَّى الزاوية الدافئة، وواجه الأمر في معهد ماغنوس هيرشفيلد للعلوم الجنسية. زار برلين مرة أخرى في يوليو وانتقل إلى هناك في نوفمبر.

## روابط خارجية
- كريستوفر إشيروود على موقع IMDb (الإنجليزية)
- كريستوفر إشيروود على موقع الموسوعة البريطانية (الإنجليزية)
- كريستوفر إشيروود على موقع مونزينجر (الألمانية)
- كريستوفر إشيروود على موقع ألو سيني (الفرنسية)
- كريستوفر إشيروود على موقع ميوزك برينز (الإنجليزية)
- كريستوفر إشيروود على موقع أول موفي (الإنجليزية)
- كريستوفر إشيروود على موقع قاعدة بيانات برودواي على الإنترنت (الإنجليزية)
- كريستوفر إشيروود على موقع قاعدة بيانات الأفلام السويدية (السويدية)
- كريستوفر إشيروود على موقع إن إن دي بي (الإنجليزية)
- كريستوفر إشيروود على موقع ديسكوغز (الإنجليزية)